# Воскресенская церковь из села Патакино
Воскресенская церковь из села Патакино — памятник русской деревянной архитектуры конца XVIII века. В 1969—1970 годах перевезена в Суздаль и с этого времени является экспонатом Музея деревянного зодчества, который находится в оперативном управлении Владимиро-Суздальского музея-заповедника.

## История
Сельцо Патакино (ныне Камешковский район Владимирской области) в XVII столетии принадлежало помещику Ивану Фёдорову Акинфову. В половине XVII столетия им построена была здесь церковь и освящена во имя Воскресения Христова. В 164 (1656) году патриаршим приказом положено было с этой церкви «дани рубль семь алтын 2 деньги, заезда гривна».
Церковь, возведённая «усердием прихожан» в 1776 году, являлась кладбищенским храмом села Патакино и была приписана к Троицкой каменной церкви того же села. В конце XIX века Воскресенская церковь была отремонтирована на средства прихожан. До закрытия в 1930-х годах в Воскресенской церкви отпевали покойников и по праздникам проходили службы.
В связи с созданием Музея деревянного зодчества церковь в 1969—1970 годах перевезена в Суздаль и восстановлена архитекторами Л. В. и В. М. Анисимовыми.

## Архитектура
Композиция церкви — трёхчастная и традиционная, о чём свидетельствует и кирпичная церковь Святых Бориса и Глеба в том же Суздале, выстроена 1749 году. Оба храма имеют удлинённый объём, состоящий из четверика, трапезной и пристроенной к ней колокольни.
Храм построен как скромная приходская церковь, лишённая нарочитого украшательства постройка привлекательна своей соразмерностью и конструктивной рациональностью, достигнутыми в результате вековых традиций. Основная часть храма выполнена как восьмерик на четверике, имеет главку на барабане. Сохранилось так называемое небо — внутреннее перекрытие типа потолка, которое в данном случае выполнено как рубленый восьмигранный шатёр, на нём сохранились следы побелки. К основному объёму примыкает трапезная и паперть, над которой возведена восьмигранная колокольня с шатровым верхом. На уровне звонницы колокольня имеет некоторое расширение. В храме восстановлен иконостас. Главки и барабаны крыты лемехом, остальные кровли — тёсом.